# Mohamed Lattaoui
Mohamed Lattaoui, né en 1965, est un nageur marocain.

## Carrière
Mohamed Lattaoui remporte quatre médailles d'or (dont la finale du 100 mètres nage libre), une médaille d'argent et une médaille de bronze aux Championnats d'Afrique de natation 1982 au Caire. Il est également médaillé aux Jeux panarabes de 1985 à Rabat.